# Wallensteinfestspiele (Memmingen)

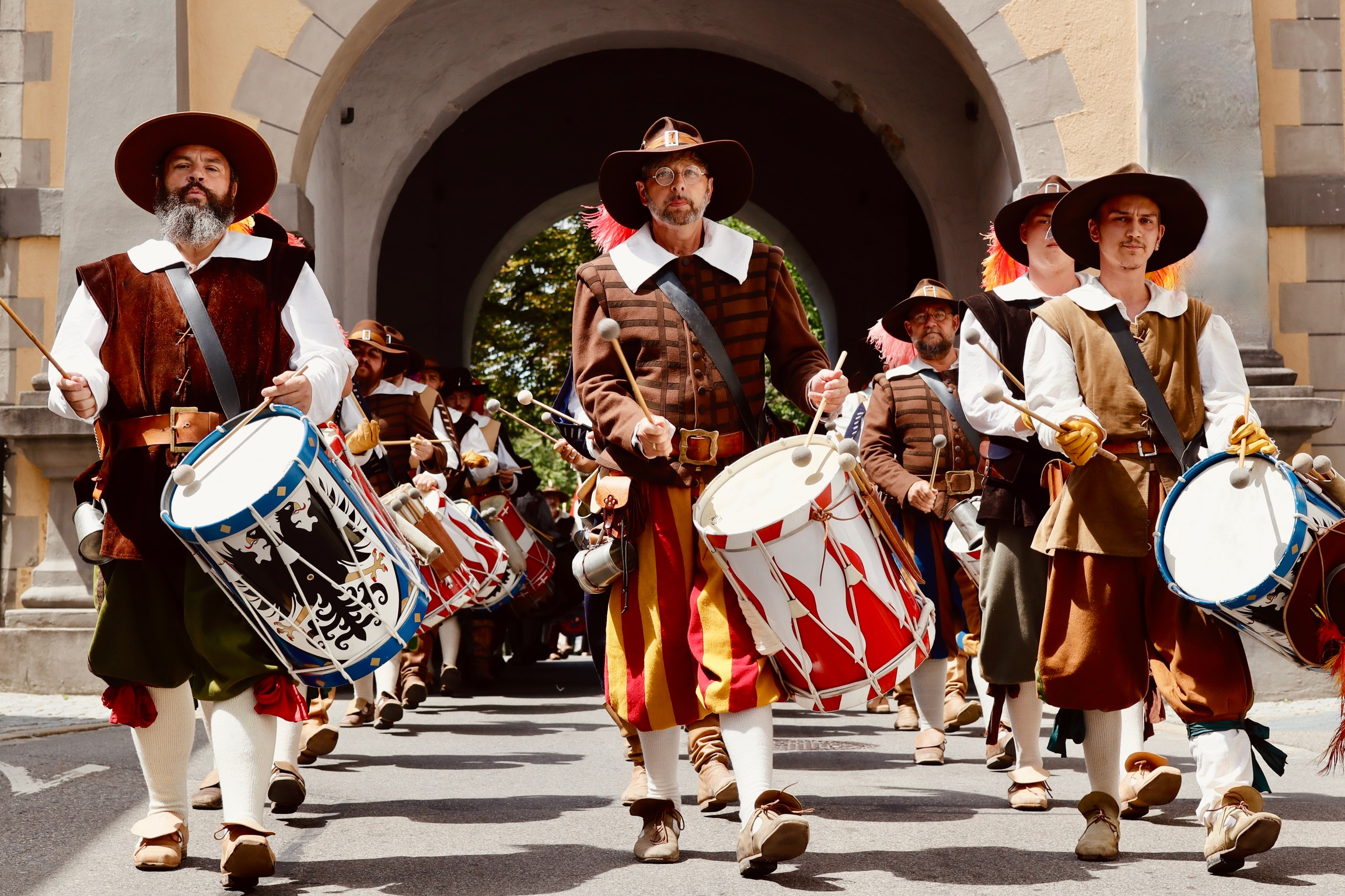
Historische Gruppen ziehen durch die Stadt

Die Wallensteinfestspiele Memmingen sind die größten Historienfestspiele in Europa und existieren seit 1980. Sie spielen den Aufenthalt des Oberbefehlshabers der kaiserlichen Streitkräfte des Heiligen Römischen Reiches im Dreißigjährigen Krieg Albrecht Wenzel Eusebius von Waldstein, genannt Wallenstein, im Jahre 1630 in Memmingen nach. Sie werden alle vier Jahre im Sommer vom Fischertagsverein Memmingen veranstaltet. Bereits im Jahr 2018 wurden die Festspiele mit dem bayerischen Heimatpreis ausgezeichnet.

## Geschichte

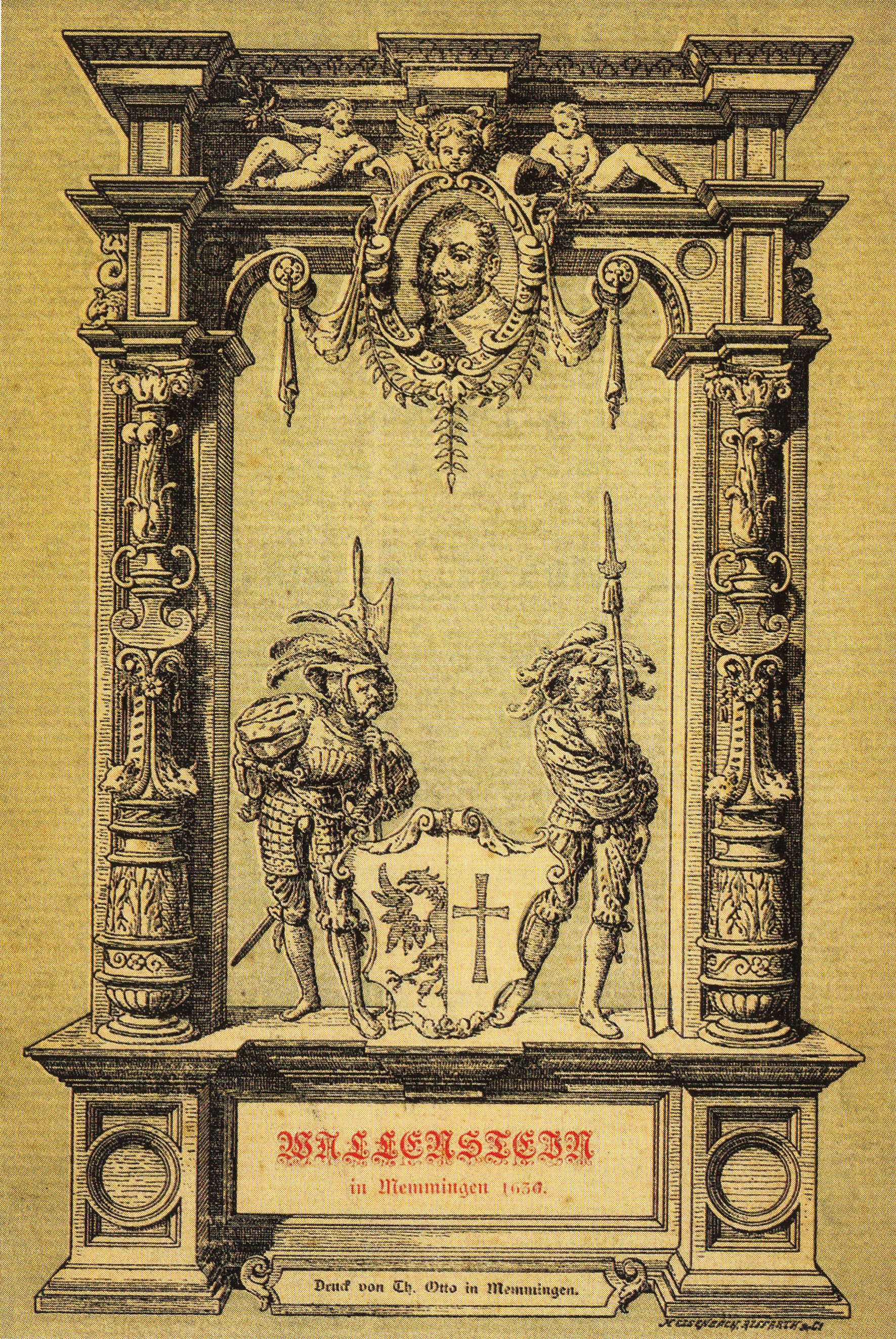
Titelseite des Festspielprogrammes „Wallenstein in Memmingen 1630“ anlässlich des ersten Festspieles von 1895

Die erste Aufarbeitung des historischen Themas Wallenstein in Memmingen 1630 im Rahmen eines Festspieles fand gegen Ende des 19. Jahrhunderts statt. Ein erstes kleines Festspiel wurde am 23. Februar 1895 von der Lesegesellschaft Harmonie im Gasthaus Falken aufgeführt. Anschließend wurden die Festspiele in den alle fünf Jahre stattfindenden Großen Fischertag einbezogen. Der erste Große Fischertag fand 1900 statt und wurde durch den Stadtmagistrat organisiert. Im gleichen Jahr wurde der Fischertagsverein Memmingen e. V. gegründet, der fortan an der Organisation des Fischertages beteiligt war. Ab 1919 war er allein verantwortlich. Im Rahmen des ersten Großen Fischertages 1900 wurde nicht nur der Einzug Wallensteins in Memmingen dargestellt, sondern auch die Themen Welf VI. mit Kreuzfahrergruppe und Der Bauernkrieg. Beim Großen Fischertag 1905 stand nicht Wallenstein im Mittelpunkt, sondern anlässlich des Besuchs von Kronprinz Ludwig von Bayern in Memmingen Kaiser Maximilian. Es wurde das Schauspiel Kaiser Maximilian in Memmingen von Bernhard Hofmann aufgeführt. Der nächste Große Fischertag im Jahr 1925 nach dem Ersten Weltkrieg griff das Thema Wallenstein erneut auf, ebenso der des Jahres 1930. Nach einer Unterbrechung im Zweiten Weltkrieg fanden von 1950 bis 1975 wieder alle fünf Jahre Große Fischertage in Memmingen statt.
Für den nächsten Großen Fischertag 1980 wurde über eine andere, in festen Zeitabständen stattfindende Großveranstaltung nachgedacht. Es kristallisierten sich bei der Abstimmung drei historische Großereignisse heraus. Neben dem Aufenthalt von Wallenstein wurde der Bauernkrieg mit der ersten Verkündung der Menschenrechte in Europa, den sogenannten Zwölf Artikeln und die Reformation, sowie die erste bayerische Zeit in Memmingen um 1803 diskutiert. Aufgrund der größeren Möglichkeiten bei der Darstellung und zur Vermeidung von Konfessionsstreitigkeiten beim Thema Reformation wurde entschieden, Wallenstein in Memmingen 1630 umzusetzen. In den Jahren 1980, 1983, 1987 und ab 1992 alle vier Jahre fanden die einwöchigen Wallensteinfestspiele in Memmingen statt. Die letzten Wallensteinfestspiele fanden vom 24. bis 31. Juli 2016 statt.

## Heutiger Festablauf
Die Wallensteinfestspiele sind mit rund 4500 Mitwirkenden und geschätzten 150.000 Besuchern im Jahr 2016 das größte Historienfestspiel Europas. Als nächstgrößtes Historienfestspiel in Deutschland folgt die Landshuter Hochzeit mit etwa 2000 Mitwirkenden. Aufgrund der hohen Detailtreue zählen beide zu den sehenswertesten historischen Festspielen in Deutschland. Die Kleiderordnung ist streng detailtreu, die Utensilien, z. B. Fuhrgespanne, Kanonen, Fahnen, Musketen und Ähnliches, sind nachgebaut. Die Kostüme werden alle in Handarbeit vom Memminger Fischertagsverein nach alten Bildern und Zeichnungen reproduziert.

### Ein- und Auszug

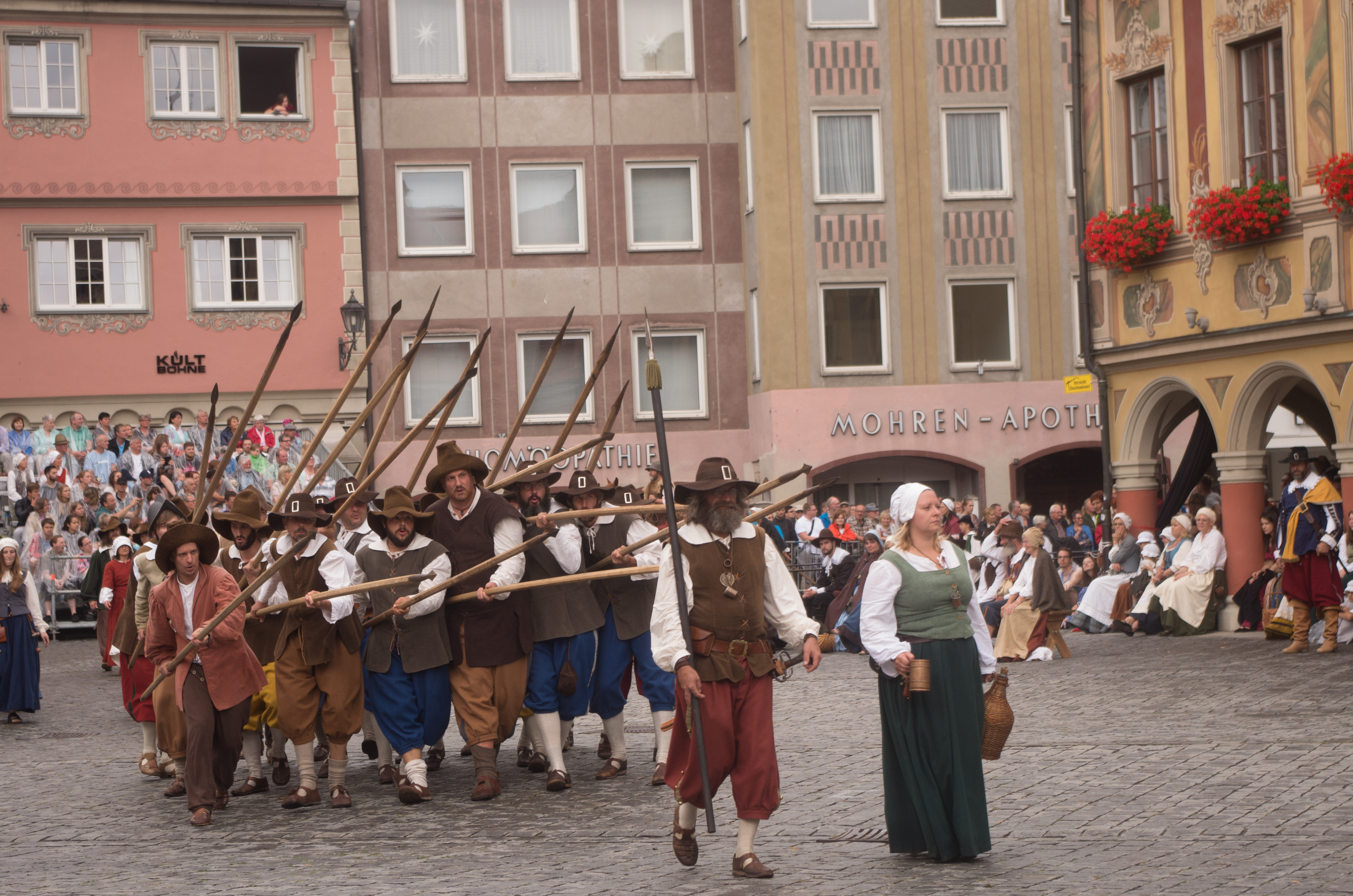
Tross Piccolomini beim Auszug

An den Sonntagen findet der Ein- bzw. Auszug Wallensteins aus Memmingen statt. Dabei verläuft jeweils ein großer Festumzug mit allen mitwirkenden Festspielgruppen samt ihren Fuhrwerken, Kanonen, Pferden usw., beginnend am Ulmer Tor, durch die Innenstadt.

### Lagerleben

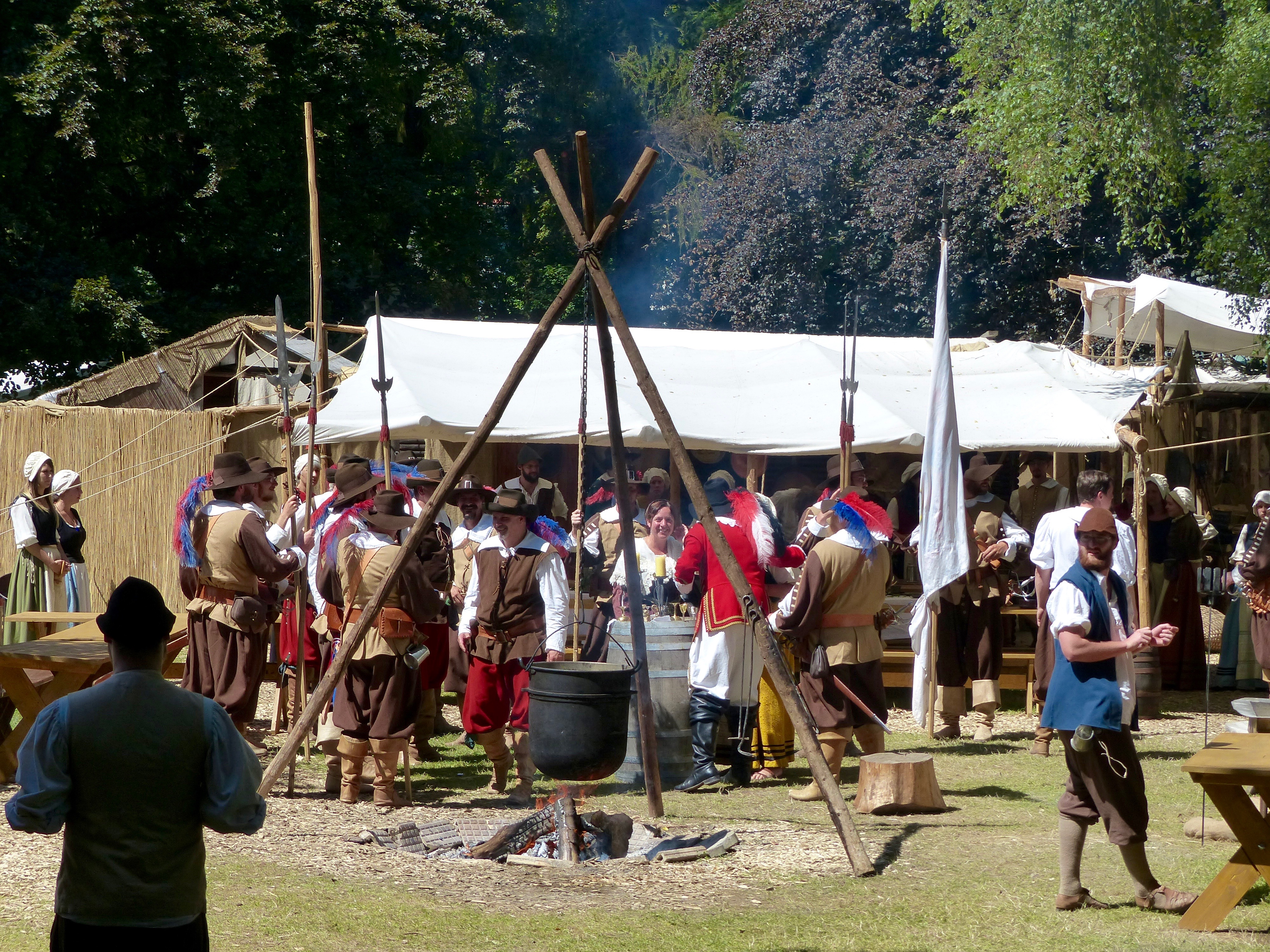
Lagerleben in der Grimmelschanze

Während der gesamten Woche wird unter anderem das historische Lagerleben in der Grimmelschanze und im Reichshain-Park nachgestellt. Jede Gruppe baut hier ihr eigenes Lager auf, viele verkaufen Essen und Getränke oder unterhalten die Besucher mit Shows und Einlagen.

### Lager- und Reiterspiele

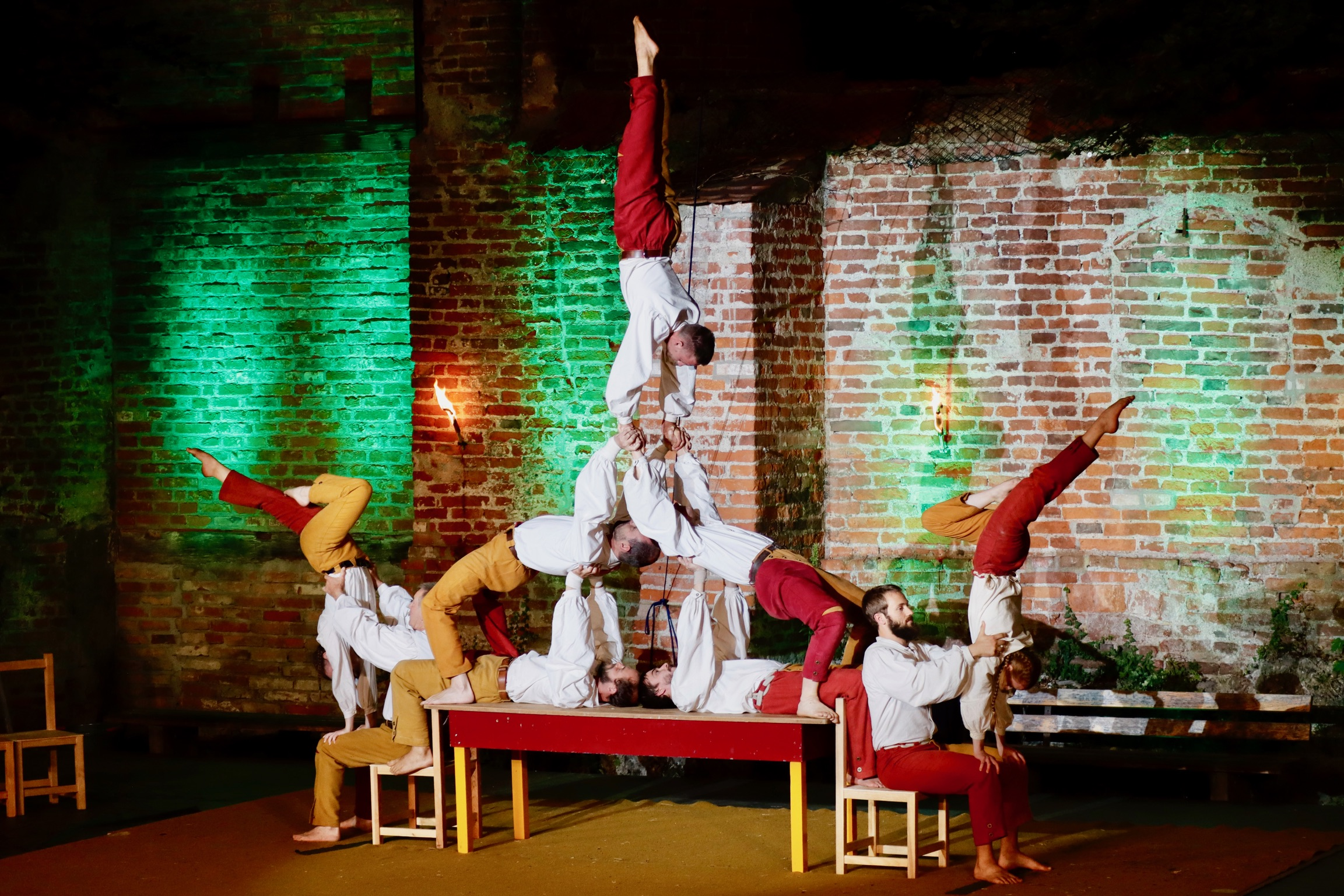
Gaukler bei den Lagerspielen

In der Woche finden jeden Abend sowohl die Lagerspiele in der Grimmelschanze mit Aufführungen von Akrobaten und Feuerschluckern als auch die Reiterspiele im Reichshain statt.

### Wallensteintheater
Die Theatergruppe des Fischertagsvereins führt in der Festwoche vor der Kulisse des Memminger Marktplatzes ein Theaterstück in Memminger Mundart auf.

### Handwerkermarkt
Im Rahmen der Wallensteinfestspiele präsentiert sich das Handwerk in Memmingen auf einem historischen Handwerkermarkt.

### Weitere Darbietungen
Zudem findet während der Veranstaltungswoche der Tanz auf dem Kopfstein, eine große Tanzaufführung in historischen Kostümen auf dem Kopfsteinpflaster des Marktplatzes mit anschließendem Fackelzug statt.
Außerdem gibt es eine große Gefechtsvorführung mit Pyrotechnik normalerweise am Samstag auf dem Landesgartenschaugelände.
Der zweite Sonntag der Festspiele beginnt mit einem historischen Gottesdienst in der St.-Martins-Kirche.

## Historischer Hintergrund

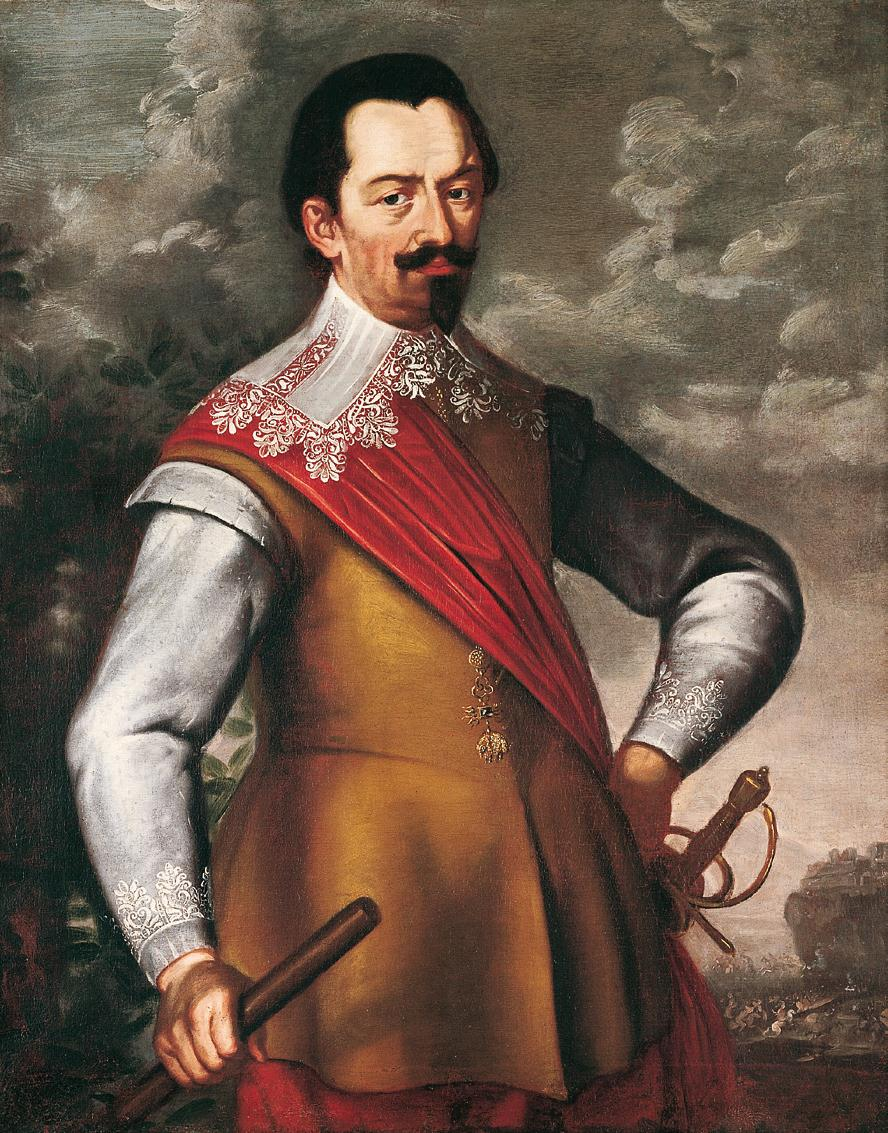
Wallenstein (1583–1634)

Den historischen Hintergrund für die Wallensteinfestspiele in Memmingen bildet der Aufenthalt von Albrecht Wenzel Eusebius von Waldstein in Memmingen vom 30. Mai 1630 bis 22. Oktober 1630. Wallenstein war als Generalissimus zwischen 1625 und 1634 zweimal Oberbefehlshaber der kaiserlichen Armee im Dreißigjährigen Krieg. Er kämpfte auf Seiten des Kaisers und der Katholischen Liga gegen die protestantischen Mächte Deutschlands sowie gegen Dänemark und Schweden.

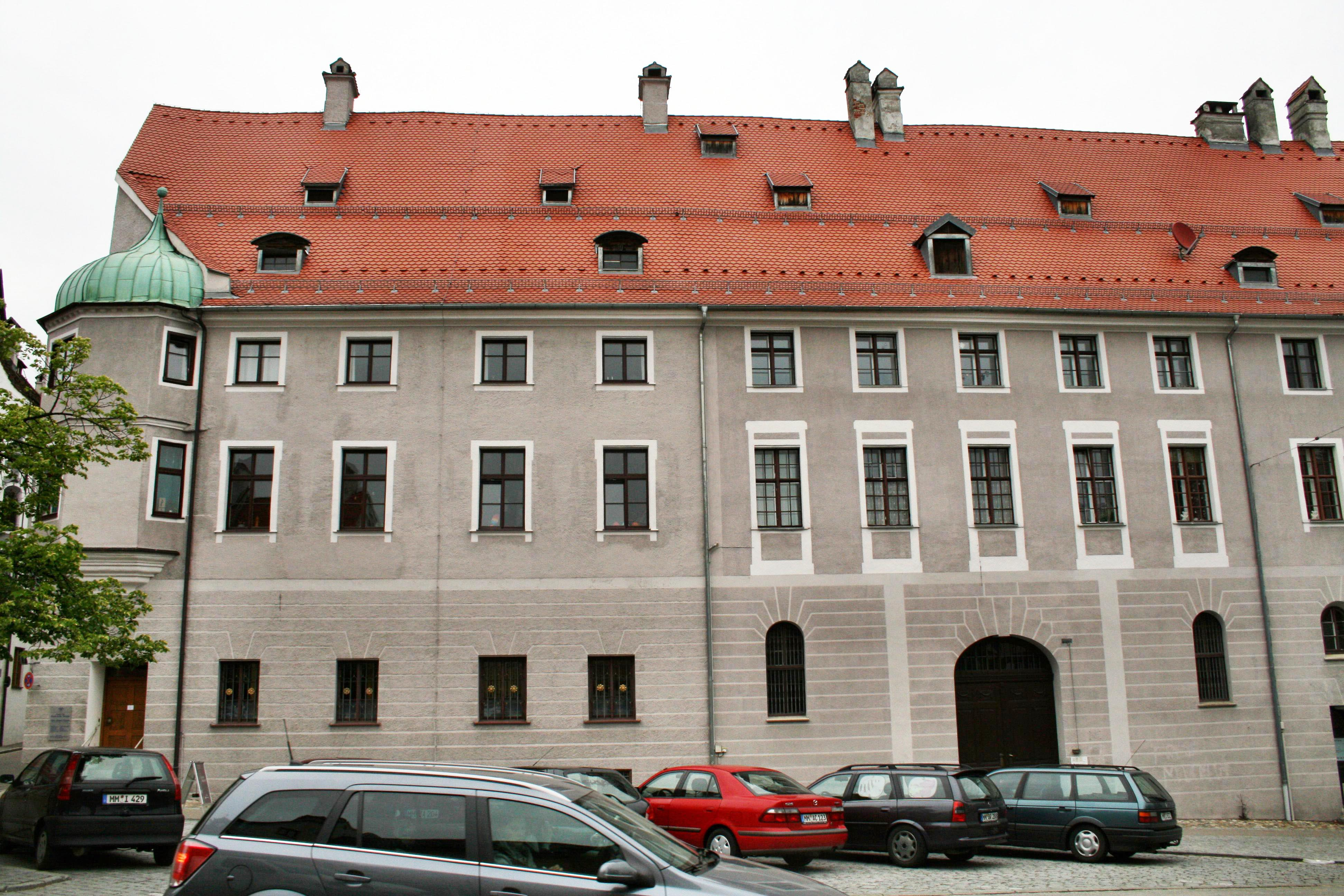
Handelshaus der Fugger in Memmingen

Er bezog mitsamt seinem großen Hofstaat für vier Monate im Fuggerbau seine Residenz. Dort empfing er neben führenden Militärs seiner Armee auch Gäste und Gesandtschaften wie den päpstlichen Nuntius Rocci, den Vertrauten Kardinal Richelieus, Père Joseph, und Prinz Ulrich von Dänemark. Letzterer hielt sich 50 Tage lang in Memmingen auf, Festessen und Turnierspiele wurden veranstaltet. In der Stadtchronik heißt es: „Es hat Glück und Heyl gewest!“.
Während seines Aufenthaltes in Memmingen erhielt Wallenstein im Juli 1630 seine auf dem Kurfürstentag in Regensburg von Kaiser Ferdinand II. beschlossene Absetzung im Fuggerbau überreicht. Aufgrund des aktiven Eingreifens von Gustav II. Adolf von Schweden in den Dreißigjährigen Krieg wurde Wallenstein 1632 aber zum zweiten Mal als Oberbefehlshaber ernannt. 1632 quartierte sich der schwedische König für kurze Zeit im Fuggerbau ein. Wallenstein wurde 1634 erneut vom Kaiser für abgesetzt erklärt und am 25. Februar 1634 in Eger in Böhmen ermordet.

## Wallensteingruppen
Die rund 4500 Mitwirkenden sind in verschiedene Gruppen gegliedert. Die meisten der Gruppen gehören zum Fischertagsverein, es reisen aber auch ein paar Gastgruppen aus ganz Europa an. Jede Gruppe hat andere Kostüme, Waffen und weitere Requisiten wie Kanonen, Trommeln, Fuhrwägen etc. Die Wallensteingruppen lassen sich grob in Soldaten, Trosse und andere Gruppen unterteilen.

### Soldaten
| Bild           | Gruppe                  | Beschreibung |
| -------------- | ----------------------- | --- |
| weitere Bilder | Gallas Dragoner         | Die Gruppe bestand im Jahr 2010 aus rund 140 Mitgliedern. Der erste Name der Gruppe war Tross Gallas, sie wurde später in Gallas-Dragoner umbenannt. Der Namensgeber der Gruppe war Matthias Gallas. Als Dragoner wurden die Angehörigen der berittenen Infanterie bezeichnet, da die Pferde primär für den Transport, nicht aber für den Kampf benutzt wurden. Die Bewaffnung der Dragoner bestand aus kurzen Piken und dem Luntenschlossgewehr.                                                               |
| weitere Bilder | Kanoniere               | Die Gruppe der Kanoniere wurde bereits vor den ersten Wallensteinfestspielen im Jahr 1972 als historische Fischertagsgruppe gegründet. Bei den ersten Wallensteinfestspielen 1980 wurde die Gruppe in Kaiserliche Artillerie des Grafen Johann Philipp von Breuner umbenannt. Seit 1987 besitzen die Kanoniere den größten Nachbau einer Kanone aus dem Dreißigjährigen Krieg, die „Nachtigall“. Bei den Wallensteinfestspielen 2008 bestand die Gruppe aus rund 70 Mitgliedern.                                |
| weitere Bilder | Leibwache Wallensteins  | Die Leibwache Wallensteins wurde anlässlich der ersten Wallensteinfestspiele 1980 gegründet. Die Gruppenstärke betrug im Jahr 2010 rund 110 Mitglieder. |
| weitere Bilder | Leibwache Dänen         | Die Leibwache der Dänen bezieht sich auf die zweimalige Anwesenheit von Ulrich III. (* 1611; † 1633), einem Sohn von Christian IV. König von Dänemark und Norwegen sowie Herzog von Holstein in Memmingen. Im Jahr 2010 umfasste die Gruppe 75 Mitglieder. |
| weitere Bilder | Musketiere              | Die zur Infanterie gehörenden Musketiere leiten ihren Namen von der verwendeten Waffe, der Muskete, ab. Die Muskete ist ein Vorderladergewehr und verschießt Blei- oder Steinkugeln. Die Musketiere wurden in der Zeit vom 16. bis zum frühen 19. Jahrhundert eingesetzt. Gegründet wurde die Gruppe der Musketiere 1979. Sie hatte im Jahr 2010 über 190 Mitglieder. |
| weitere Bilder | Pikeniere               | Die Pikeniere zählten vom 15. bis zum 17. Jahrhundert zur schweren Infanterie. Der Name der Gruppe leitet sich von der Hauptwaffe, der Pike, ab. Bei den Wallensteinfestspielen stellen die Pikeniere die größte Gruppe mit über 400 Mitgliedern. |
| weitere Bilder | Rontartschiere          | Die Gruppe der Rontartschiere wurde erst 2006 gegründet und bestand im Jahr 2010 aus knapp 60 Mitgliedern. Der Name der Gruppe leitet sich von der Rondartsche, dem verwendeten Rundschild, ab. Bewaffnet sind die Rontartschiere mit dem Langschwert, als Rüstung tragen sie einen Brustharnisch und einen Helm. |
| weitere Bilder | Kriegskasse Waldenfels  | Verantwortlich für die Bewachung und Sicherung der Kriegskasse ist die Gruppe Kriegskasse Waldenfels aus rund 60 Mitgliedern. Die Kriegskasse wird auf einem Kassenwagen von über fünf Meter Länge transportiert. |
| weitere Bilder | Kürisser „Pappenheimer“ | Die Kürisser stellen die Reiter unter Gottfried Heinrichs von Pappenheim (1594–1632) dar, die unter Wallensteins Oberbefehl kämpften. Bei der Schlacht von Lützen sandte Wallenstein ein Hilfegesuch an Gottfried Heinrich von Pappenheim, auf das dieser reagierte und in der Schlacht fiel. Die Kürisser treten bei den Umzügen und den Reiterspielen in voller Rüstung mit armierten Handschuhen, Sturmhelm mit Visier sowie Federbusch und Schärpe auf. Den Tross der Kürisser begleitet eine Feldschmiede. |
| weitere Bilder | Magyaren                | Das Reitervolk der Magyaren stammt aus Ungarn und wurde 955 bei der Schlacht auf dem Lechfeld geschlagen. Im 17. Jahrhundert dienten die Magyaren unter dem kaiserlichen General Johann Ludwig Hektor von Isolani (1586–1640) im Dreißigjährigen Krieg. Isolani kämpfte unter Wallenstein, fiel 1634 dann aber von Wallenstein ab. Bei den Wallensteinfestspielen sind die Magyaren seit 1987 als eigenständige Gruppe dabei.                                                                                   |

### Trosse
| Bild           | Gruppe             | Beschreibung |
| -------------- | ------------------ | --- |
| weitere Bilder | Tross Aldringen    | Bei den ersten Wallensteinfestspielen 1980 wurde der Tross unter dem Namen Soldatentross I gegründet. Während der Festspiele 1987 wurde der Tross mit dem Beinamen Aldringen versehen. Namensgeber war Johann von Aldringen (1588–1634), ein kaiserlicher General, der am Komplott zur Absetzung und Ermordung von Wallenstein beteiligt war. Im Jahr 2010 hatte der Tross ca. 60 Mitglieder. |
| weitere Bilder | Tross Butler       | Namensgeber der Gruppe war der irische Oberst Walter Butler (um 1600–1634). Walter Butler war maßgeblich an der 1634 Ermordung Wallensteins beteiligt. Die Gruppe hatte im Jahr 2010 rund 100 Mitwirkende. Der Tross besteht aus den Mitgliedern, einem Marketenderwagen und einem Gefangenen.                                                                                                |
| weitere Bilder | Tross Piccolomini  | Der Name der Gruppe bezieht sich auf Ottavio Piccolomini (1599–1656). Piccolomini diente als General unter Wallenstein. Er war später führend beim Komplott gegen Wallenstein. Der Tross bestand 2010 aus rund 130 Mitgliedern. Er besteht nur während der Wallensteinfestspiele und setzt sich aus der Fischertagsgruppe der Landsknechte zusammen.                                          |
| weitere Bilder | Tross Schaffgotsch | Der Name des Trosses bezieht sich auf Hans Ulrich von Schaffgotsch (1595–1635), einen kaiserlichen General, der im Gefolge von Wallenstein kämpfte. Zeitgleich mit der Absetzung und Ermordung von Wallenstein fiel Schaffgotsch in Ungnade und wurde 1635 hingerichtet. Der Tross verfügte 2010 über rund 65 Mitglieder.                                                                     |

### Weitere Gruppen
| Bild           | Gruppe                | Beschreibung |
| -------------- | --------------------- | --- |
| weitere Bilder | Adel, Hofstaat        | Der Adel setzte sich im Gefolge auf den Zügen von Wallenstein international zusammen. So begleiteten Vertreter der italienischen Adelsgeschlechter Collalto und Piccolomini wie Vertreter des spanischen und dänischen Adels den Zug. Meistens waren dies die Eltern, Frauen oder Kinder der Heerführer.                                                                                           |
| weitere Bilder | Bedienstete           | Die Bediensteten waren für die Verpflegung des Generalissimus Wallenstein und seiner Gäste zuständig. Ebenso gehörte zu deren Aufgabengebiet die Pflege der Räumlichkeiten. |
| weitere Bilder | Bettler               | Die Gruppe der Bettler bestand 2010 aus über 40 Mitgliedern. Die Bettler waren im 30-jährigen Krieg in Memmingen, wie in vielen anderen Städten, allgegenwärtig. Der Erlös des Bettelns während der Wallensteinfestspiele dient einem gemeinnützigen Zweck. |
| weitere Bilder | Bevölkerung           | Gegründet wurde die Gruppe der Bevölkerung im Jahr 1983. Jedoch bereits während der ersten Wallensteinfestspiele formierte sich eine solche Gruppe, überwiegend aus Mitgliedern des Trachtenvereins Memmingen. 2010 umfasste die Gruppe rund 300 Mitglieder. Sie hat ihr Lager auf der Grimmelschanze und führt dort u. a. ein Puppentheater auf.                                                  |
| weitere Bilder | Beutelschneider       | Die Gruppe der Beutelschneider wies 2010 ca. 110 Mitglieder auf. Beutelschneider bezeichnet einen Dieb, der den Geldbeutel samt Inhalt vom Gürtel schnitt. Bei den Wallensteinfestspielen sind die Beutelschneider an der Kleidung erkennbar und übernehmen den Verkauf der Eintrittskarten. Das Lager der Gruppe befindet sich in der Grimmelschanze.                                             |
| weitere Bilder | Gaukler               | Gegründet wurde die Gruppe der Gaukler im Jahr 1980; sie rekrutierte sich zu großen Teilen aus der Turnabteilung des TV Memmingen. Die Gruppe bestand im Jahr 2010 aus rund 30 Mitgliedern. Die Aufgabe der Gaukler besteht in der Unterhaltung des gesamten Trosses. Die Gaukler treten im Rahmen der Lagerspiele auf.                                                                            |
| weitere Bilder | Theatergruppe         | Während der Wallensteinfestspiele finden seit 1980 auch Theateraufführungen im Freien auf dem Marktplatz statt. Die Theatergruppe hatte 2010 ca. 150 Mitglieder. |
| weitere Bilder | Städtische            | Die Gruppe der Städtischen oder der Räte, Geheimen, Kirchenältesten stellte 2010 knapp 80 Mitglieder. Die Städtischen verkörpern die Reichsbürger der freien Reichsstadt Memmingen. |
| weitere Bilder | Kaufleute             | Der Grund, weshalb sich die Kaufleute dem Heer Wallensteins anschlossen, lag im Schutz vor Räubern und Überfällen, den das Heer bot. Die Gruppe bestand 2010 aus ca. 80 Personen. Die Gruppe führt u. a. einen Kaufmanns- und einen Salzwagen mit sich. |
| weitere Bilder | Fahrendes Volk        | Die Gruppe des Fahrenden Volkes wurde 1992 gegründet und bestand 2010 aus ca. 75 Mitgliedern. Das Fahrende Volk begleitete den Heerzug und sorgte für die Unterhaltung der Soldaten. |
| weitere Bilder | Jagdgruppe Jäger Holk | Gegründet wurde die Gruppe zu den ersten Wallensteinfestspielen 1980. Die das Gefolge Wallenstein begleitende Jagdgruppe führte die Jagd unter anderem traditionell mit Falken durch. Der Name der Gruppe bezieht sich auf Heinrich von Holk (* 1599; † 1633), einen Feldherrn unter Wallenstein.                                                                                                  |
| weitere Bilder | Marketenderei         | Der Name Marketenderei leitet sich vom italienischen mercatante oder mercadante einer Nebenform zu mercante (Händler) ab. Die Aufgabe der Marketender war es, den Tross mit Lebensmitteln zu versorgen. Sie begleiteten die Trosse vom Spätmittelalter bis in die Frühneuzeit. Die Gruppe bestand bereits bei den ersten Wallensteinfestspielen 1980 und bestand im Jahr 2010 aus ca. 70 Personen. |
| weitere Bilder | Marodeure             | Die Marodeure rekrutierten sich aus Verwundeten, Deserteuren oder anderweitig untauglich gewordenen Soldaten. Der Name Marodeur leitet sich vom französischen maraude oder maraudage, was Felddiebstahl bedeutet, ab. Die Gruppe bestand 2010 aus ca. 65 Mitgliedern. |